# Quercus pontica
Quercus pontica, el Roure Pontine o Roure armeni, és una espècie de roure natiu de les muntanyes del Caucas de la Geòrgia occidental i el nord-est de Turquia i Armènia, on creix en altituds dels 1300 als 2100 m.

## Descripció
Es tracta d'un petit arbre caducifoli o gran arbust que creix a 6-10 m d'alçada, amb un tronc de fins a 40 cm de diàmetre i brots dispersos, robusts. La seva escorça és grisa a porpra-marronosa, suau en els arbres joves, però cada vegada més aspre quan envelleix. Les seves fulles creixen 10-20 cm de llarg (rarament 35 cm) i 4-15 cm d'ample, ovades, amb un marge serrat amb nombroses dents petites i accentuades. Les fulles estan cobertes de pèls quan són joves, però es tornen més suaus a mesura que envelleixen. Es tornen de color verd brillant i es posa de color groc marró a la tardor. Les flors són aments, els aments masculins de 5-20 cm de llarg. El fruit és una gran gla 2,5-4 cm de llarg, produït en penjolls de 2-5 junts.

## Cultiu
De vegades es cultiva com a arbre ornamental al nord d'Europa.